# Pista de Salàs de Pallars a Pleta Verda
La Pista de Salàs de Pallars a Pleta Verda és una pista rural transitable per vehicles tot terreny dels termes municipals de Salàs de Pallars i de Conca de Dalt (a l'antic terme de Toralla i Serradell), al Pallars Jussà.
Arrenca cap al nord-oest des de la Carretera de Santa Engràcia, a l'extrem nord-occidental del Serrat del Tarter Gros, seguint una carena que surt del costat de ponent del Bosc de Salàs i es va enfilant de forma paral·lela per l'esquerra del barranc de Fontfreda i per a dreta del barranc d'Aulesa. Passa pels Corrals, deixa la partida de l'Escudelló a llevant, deixa a ponent el Rebollar de Salàs, que ressegueix un bon tros, després a llevant queda l'Obac del Conill, que també va vorejant. Passa per sota i a migdia del Turó del Clot del Piu, al qual fa la volta, i trenca cap al nord entre el Clot del Piu, a ponent, i l'Obaga de la Comella, a llevant. Tot seguit deixa a ponent el Clot del Peó, moment en què entra en el terme de Conca de Dalt.
Encara cap al nord, s'adreça al Tallat dels Bassons, i, quan arriba a prop del Turó de la Font dels Bassons, li fa la volta pel sud i per l'oest i entra en el vessant de llevant de la Pleta Verda, des d'on fa tota la volta a la pleta pel capdamunt.